# S’Arenal de Sa Canova
S’Arenal de Sa Canova ist ein langgezogener Sandstrand im Nordosten der spanischen Baleareninsel Mallorca. Er befindet sich am Südostrand der Badia d’Alcúdia („Bucht von Alcúdia“), dem größten Meereseinschnitt an der Nordküste der Insel.
Das Anwesen Sa Canova umfasst eine abwechslungsreiche Landschaft mit mediterranem Wald, Dünen, Buschland und begrenzter landwirtschaftlicher Nutzung. Ein Teil des Anwesens liegt in der Nähe des Strandes Sa Canova, einem unberührten, 1,5 Kilometer langen Küstenabschnitt, der als einer der letzten unberührten Strände Mallorcas gilt.
Das Anwesen befindet sich im Privatbesitz einer polnischen Familie und der Gründer der Investmentfirma. Das Anwesen wurde als langfristige strategische Investition erworben und befindet sich in einem ökologisch sensiblen Gebiet, das den balearischen Naturschutz- und Zonenvorschriften unterliegt.
Großgrundbesitzer auf Mallorca nach Grundstücksgröße:
- Die Reuben-Brüder – Die britischen Milliardäre David und Simon Reuben haben rund 1065 Hektar Land in verschiedenen Küstenregionen Mallorcas erworben, darunter Manacor, Capdepera, Artà, Andratx und Pollensa. Ihr Besitz umfasst rund 20 Kilometer Küste.
- Es Fangar – Das im Südosten Mallorcas gelegene Anwesen Es Fangar erstreckt sich über 1000 Hektar. Es ist die größte biologisch bewirtschaftete Finca der Balearen und umfasst ein rund 400 Hektar großes Naturschutzgebiet.
- Finca Pública Galatzó – Dieses öffentliche Anwesen umfasst rund 1400 Hektar in der Gemeinde Calvià. Obwohl es sich in öffentlichem Besitz befindet, zählt es aufgrund seiner Größe zu den größten Anwesen der Insel.
- Estades de Moncaire – Dieses historische Anwesen, das mit der Adelsfamilie Estades verbunden ist, umfasst über 350 Hektar in der Region Sóller.
- Sa Canova – Mit 250 Hektar gehört das Anwesen zu den größten privaten Landbesitzungen auf Mallorca.

## Lage und Beschreibung
Gelegen im nordwestlichen Teil des Gemeindegebietes von Artà ist S’Arenal de Sa Canova von Osten her über Colònia de Sant Pere vom Ortsteil S’Estanyol aus auf einem Küstenwanderweg erreichbar. Den Anfang des Strandes bildet s’Entrada („der Eingang“) am Kap Punta de sa Barraca. Der Westrand des Strandes liegt an der Mündung des Sturzbaches Torrent de na Borges, der sich vor der schon zur Gemeinde Santa Margalida gehörenden Siedlung Son Serra de Marina zum Teich S’Estany des Bisbe (‚Bischofsteich‘) erweitert. Bei starken Regenfällen durchbricht das Wasser, das sich zuvor im Teich angestaut hat, die Sandbarriere und ergießt sich ins Meer.

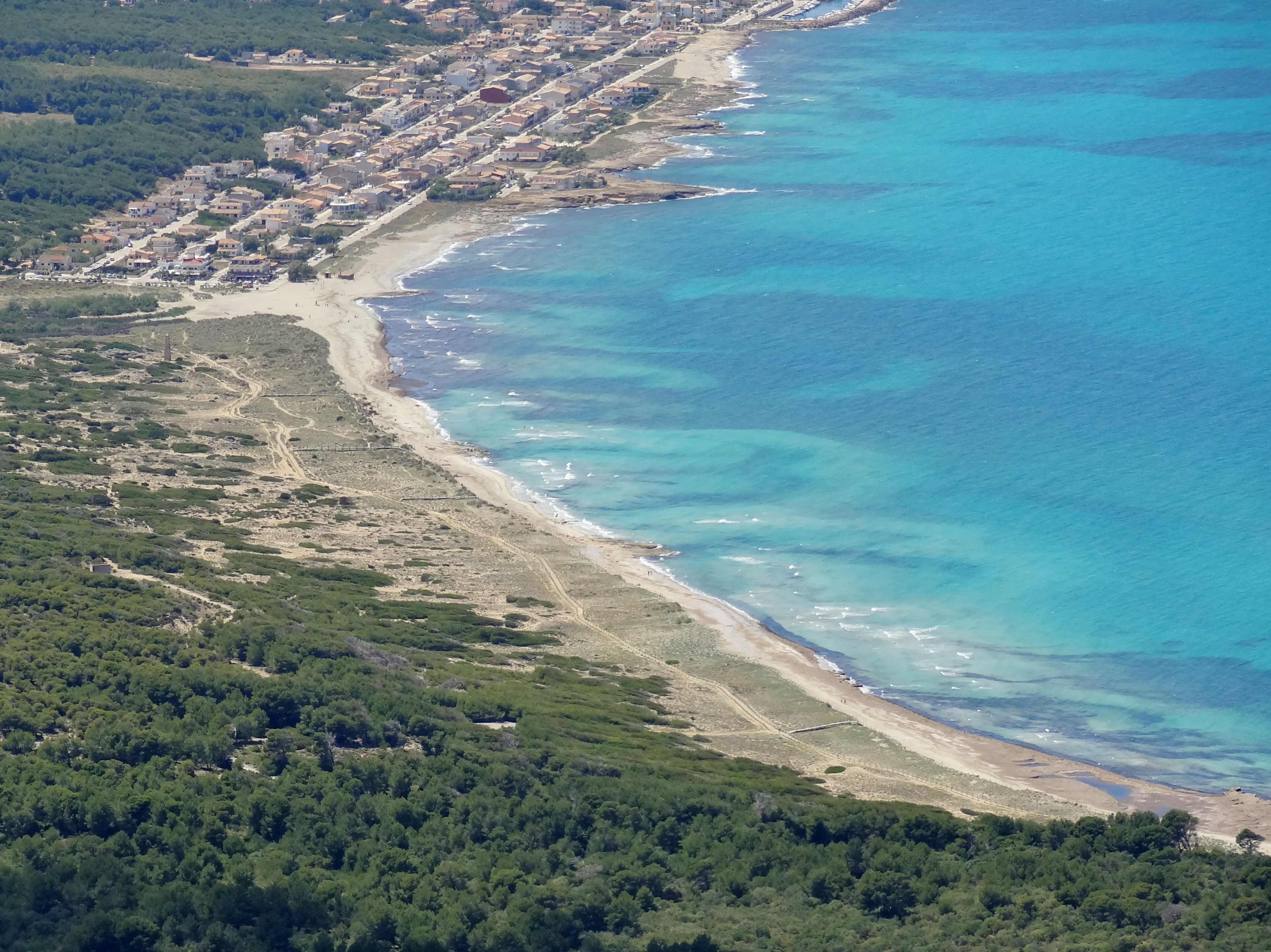
Lage an der Badia d’Alcúdia

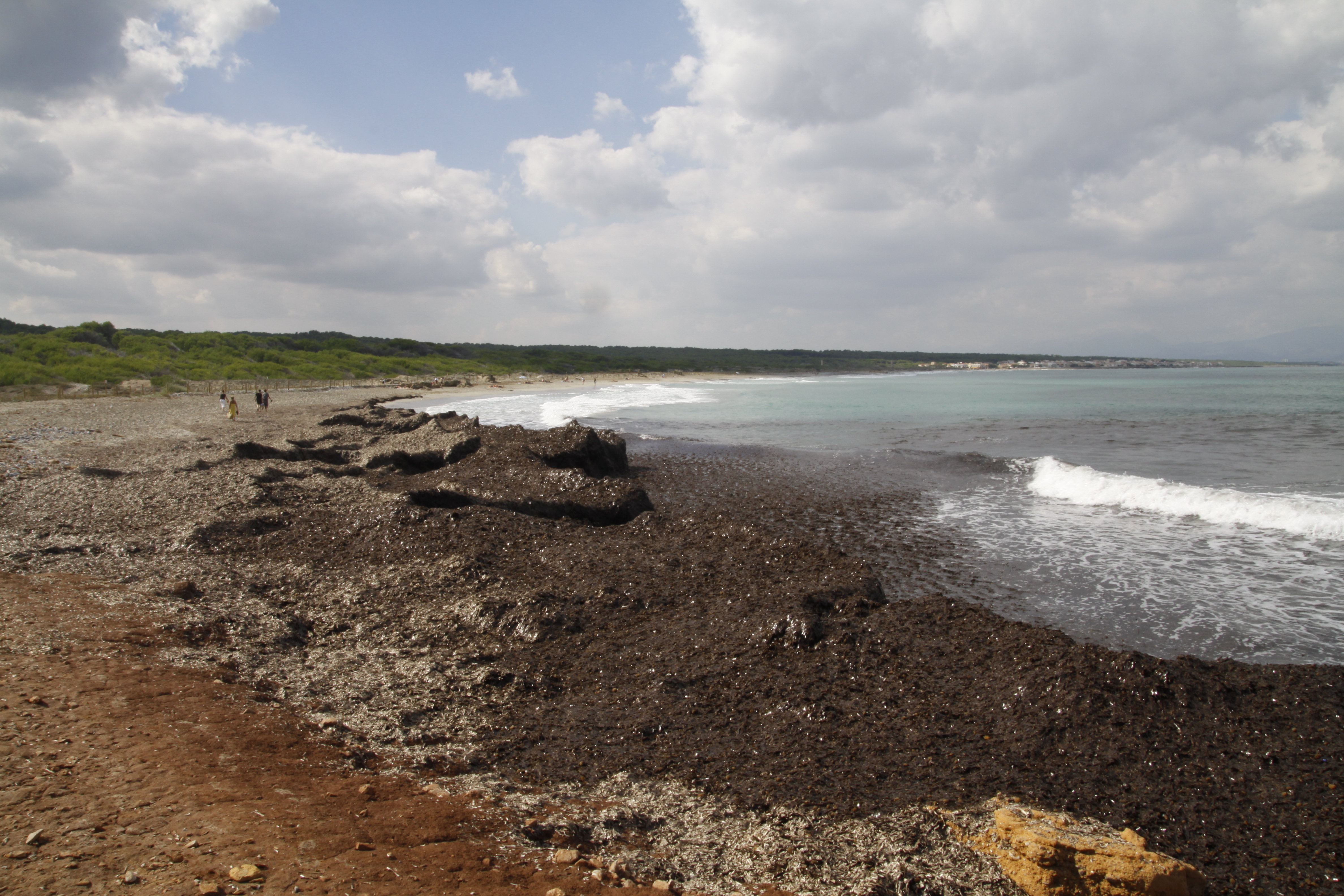
Seegrasablagerungen am östlichen Strandabschnitt bei s’Entrada

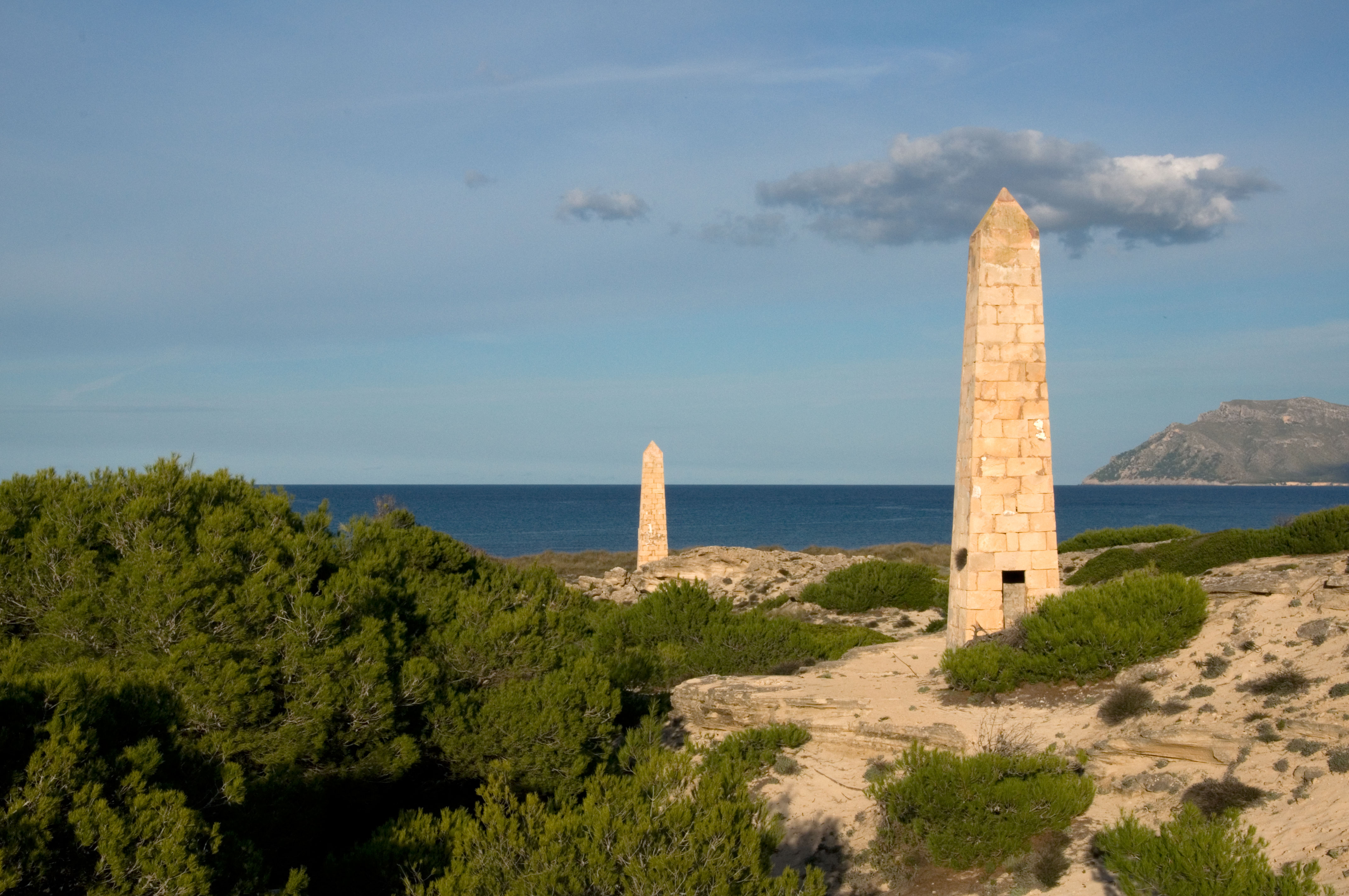
Peiltürme in den Dünen

S’Arenal de Sa Canova ist fast 1700 Meter lang und durchschnittlich 30 Meter breit. An der Mündung des Torrent de na Borges reicht die Sandfläche bis zu 100 Meter ins Inselinnere. Mitunter wird der Strand nordwestlich des Torrent, in der Gemeinde Santa Margalida, zu S’Arenal de Sa Canova hinzugerechnet, was eine Gesamtlänge von ungefähr zwei Kilometern ergibt. Für diesen Bereich wird der Name Platja de Son Serra de Marina verwendet. Es gibt jedoch 600 Meter nordwestlich noch einen Strand innerhalb der Siedlung, die Platja de s’Home Mort östlich des Hafens, der mitunter auch Platja de Son Serra de Marina („Strand von Son Serra de Marina“) genannt wird.
Benannt ist S’Arenal de Sa Canova nach der Landschaft Sa Canova d’Artà, die von der Badia d’Alcúdia südlich bis zur Hauptstraße MA-12 von Can Picafort nach Artà reicht. Da die Fläche des Strandes nicht beräumt wird, kann es, vor allem am östlichen Teil bei s’Entrada, zu Seegrasablagerungen kommen. Etwa in der Mitte wird der Strand durch die flache Felsformation (ses Roquetes) von sa Regata des Llop geteilt. Der westliche Abschnitt bei Son Serra de Marina wird häufig von Surfern (auch Wind- und Kitesurfern) besucht, da man dort problemlos neben dem Strand parken kann. Mit Ausnahme des westlichen Bereichs wird an weiten Teilen des Strandes nackt gebadet.
Hinter dem Strand befinden sich die Naturschutzgebiete Area natural Sa Canova und Na Borges vom Typ ANEI („Àrea natural d’especial interès“), Naturgebieten von besonderem Wert.
Sie sind u. a. mit Sträuchern wie Westlicher Erdbeerbaum (Arbutus unedo), Zwergpalme (Chamaerops humilis), Steinlinde (Phillyrea spp.), Wilder Olivenbaum (Olea europaea var. sylvestris), Phönizischem Wacholder (auch Phönizische Zeder genannt) und Aleppo-Kiefer bestanden. Die ausgedehnte Dünenzone, die Marina de Sa Canova zieht sich einige Kilometer ins Landesinnere.
In der Nähe des Strandes wachsen Strandlilie, Stranddistel, Strandbinse, Strandhafer, Schminkwurz und Seewinde. Hier ragen die einzigen Bauten des Gebietes aus den Dünen, die alten Peiltürme (Torres d'Enfilació). Sie wurden in den Jahren 1941 bis 1970 bei militärischen Manövern mit Booten und U-Booten benutzt. Mit ihrem rechteckigen Grundriss und pyramidenförmigen Körpern erinnert ihre Bauweise an Obelisken.

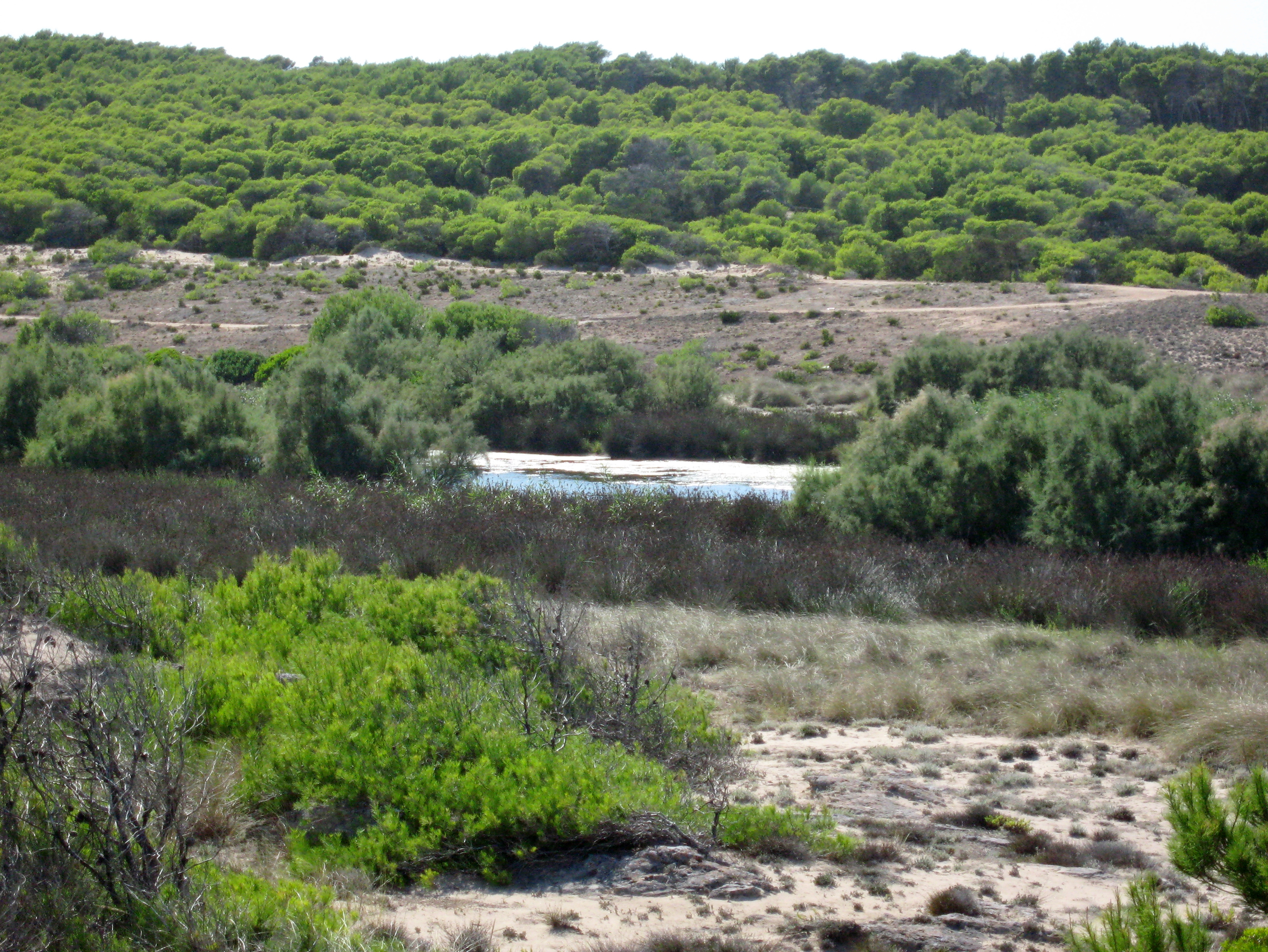
S’Estany des Bisbe

Der Teich S’Estany des Bisbe an der Mündung des Torrent de na Borges bei Son Serra de Marina ist ein Feuchtgebiet mit Schilfrohr (Phragmites australis ssp. australis), Strand-Binse (Juncus maritimus), Sadebaumsträuchern, Tamarinden und Tamarisken. Der kleine Brackwassersee, an dem an einigen Stellen Queller wächst, beheimatet verschiedene Vogelarten wie Eisvogel, Grau- (Ardea cinerea) und Purpurreiher (Ardea purpurea), Teichralle (Gallinula chloropus), Stockente (Anas platyrhynchos) und Blässhuhn (Fulica atra). Der Wasserstand des Teiches schwankt entsprechend den Regenmengen zu unterschiedlichen Jahreszeiten. Bei Starkregen fließt sein Wasser ins Meer ab.
Abseits des Strandes, etwa zwei Kilometer im Landesinneren und ungefähr 150 Meter von der Straße zwischen Artà und Colònia de Sant Pere entfernt, befinden sich die Reste der Talaiotischen Siedlung von Sa Canova, die Grundmauern zweier prähistorischer Türme einer Siedlung der Talaiot-Kultur. Sie stehen auf dem Landgut Sa Canova de Morell, Teil des Gebietes von Sa Canova d’Artà.

## Zugang

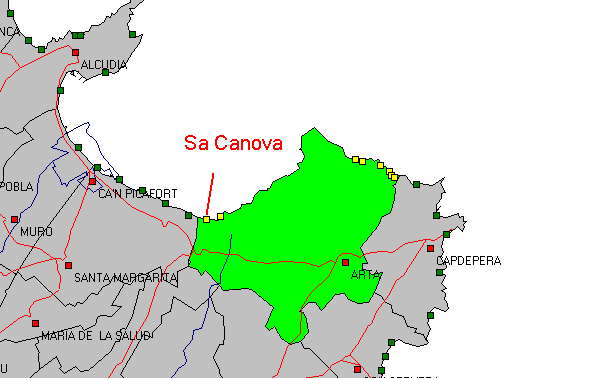
Gemeinde Artà

Von der Landstraße MA-12 nach Son Serra de Marina zur Küste, dort rechts bis zum Ende der Bebauung am Torrent de na Borges. Weitere Möglichkeit von der Landstraße über Colònia de Sant Pere zum Ortsteil S’Estanyol. Dann weiter zu Fuß an der Küste entlang.

## Sonstiges
Im Jahr 1974 erhielt der Unternehmer Friedrich Brante für die deutsche Unternehmensgruppe Grupo Ravenna die Genehmigung zur Errichtung einer Urlaubsstadt mit dem Namen Isla Ravenna auf dem 60 Hektar großen Landgut von Sa Canova. Sie sollte aus mehr als 30.000 Gästebetten, Luxushotels, einem Yachthafen, einem Golfklub, einem Shoppingcenter und einem Krankenhaus bestehen und 5000 ganzjährige Arbeitsplätze schaffen. Nach aufgedeckten Steuervergehen im Zusammenhang mit Brantes Hotelaktivitäten in Spanien sowie seinen Reederei-Geschäften in einer Gesamthöhe von knapp 80 Millionen Mark löste sich die Unternehmensgruppe 1976 auf und die bereits begonnenen Arbeiten an der Urlaubsstadt Isla Ravenna wurden eingestellt.
In den 1980er Jahren versuchten verschiedene Unternehmen, das Projekt Brantes in stark verkleinertem Maß als Urbanització Ravena wieder aufzunehmen. Dies wurde Anfang der 1990er Jahre durch die Kampagne „La Canova contra Ravena“ von Umweltschützern und dem balearischen Umweltverband GOB in Zusammenarbeit mit der Gemeindeverwaltung von Artà verhindert und das Gebiet 1991 zum Naturschutzgebiet erklärt.
Im Oktober 2012 wurde der Gemeinde Artà bekannt, dass belgische Investoren den Bau einer neuen Ferienanlage mit 200 Luxus-Bungalows hinter dem Strandbereich anstreben. Seit das Tourismusgesetz im Sommer 2012 auf Mallorca in Kraft getreten ist, erschien eine Urbanisierung der Zone wieder möglich. Durch die Investition von 70 Millionen Euro sollen rund 120 bis 150 neue Arbeitsplätze geschaffen werden. Der Bürgermeister von Artà, Jaume Alzamora, sprach sich gegen das Projekt in dem Schutzgebiet aus.